# Clarissa (Film)
Clarissa ist ein deutsches Spielfilmdrama aus dem Jahre 1941 von Gerhard Lamprecht mit Sybille Schmitz in der Titelrolle und Gustav Fröhlich in der männlichen Hauptrolle.

## Handlung
Clarissa von Reckwitz trägt zwar einen adeligen Namen, der auf ein hochherrschaftliches Geblüt und ebensolche Wohnverhältnisse Rückschlüsse erlaubt. Doch hochherrschaftlich ist bei ihr allenfalls die preußische Familientradition von Pflicht und Anstand sowie der Umgang mit ihren Mitmenschen und ihrem Job: Korrekt, distanziert und höflich. In Wahrheit wohnt sie, obwohl längst volljährig, noch bei ihren Eltern in deren Wohnung in Potsdam und fährt jeden Morgen mit der S-Bahn zu ihrem Arbeitsplatz, einer Privatbank in Berlin. Ihre kühle Ausstrahlung hat Clarissa den nicht allzu liebevollen Spitznamen „Hoheit“ eingebracht. Gleich zwei Männer der Firma haben ein Auge auf sie geworfen: Der Direktor Feerenbach, der seine Büroleiterin Clarissa an ihrem Geburtstag zur Chefin der Depotbuchhaltung ernennt, weil er ihre Arbeitsleistung schätzt, und der herzliche Kollege Lutz Bornhoff, der ihr schon so manches Mal eine kleine Aufmerksamkeit zukommen ließ. Dennoch bleibt Clarissa beiden Verehrern zunächst gleichermaßen fern.
Eines Tages wird Clarissa mit einer Situation konfrontiert, die sie in einen schweren Zwiespalt bringt. Der Kollege und Bankangestellte Paul Becker, der zugleich der Schwager von Lutz Bornhoff ist, hat sich durch Spekulationsgeschäfte in Schwierigkeiten gebracht. Die dadurch entstandenen Schulden hat er ausgeglichen, indem er einem Bankdepot Geld entnahm, das nicht das Seine war. Beckers Frau Lotte bittet daraufhin ihren Bruder Lutz um Hilfe. Er solle ihr Geld leihen, damit Becker das geleerte Depot mit der entnommenen Summe nachfüllen kann, ehe „Hoheit“ Clarissa etwas bemerken kann. Lutz ist dazu bereit, aber nur, weil ihm sehr viel am Wohlergehen seiner Schwester liegt. Doch über Nacht ist dieser Plan nicht zu verwirklichen, und so wird auch Clarissa in die Angelegenheit hineingezogen.
Beim alljährlichen Betriebsfest der Bank kommen sich Clarissa und Lutz allmählich näher, und beide geben zu, dass sie sich in den jeweils anderen verliebt hätten. Ein erstes Liebeswochenende führt die Zwei an die Ostsee. Für Paul Becker die ideale Situation, denn nun setzt dieser Lutz nach seiner Rückkehr schwer unter Druck, um Clarissa dahingehend zu überreden, die widerrechtliche Geldentnahme bei der anstehenden Revision zu vertuschen. Lutz ist dazu jedoch nicht bereit und lehnt das unzumutbare Ansinnen seines leichtlebigen Schwagers ab. Vielmehr rät Bornhoff Paul, zu Direktor Feerenbach zu gehen und alles zu gestehen, andernfalls würde er dies tun. Becker fühlt sich in die Enge getrieben und entwirft stattdessen einen hinterhältigen Plan: Er fährt zu Clarissas Privatadresse in Potsdam und tut vor der Chefin der Depotbuchhaltung so, als ginge die Veruntreuung auch auf das Konto von Lutz. Dann behauptet er sogar dreist, dass Lutz nur deshalb Clarissas Nähe gesucht habe, um sie wegen dieses Depotdiebstahls zu beeinflussen.
Clarissa ist entsetzt und weiß nicht, wem sie noch glauben kann. Sie wirft Becker aus dem Haus, der daraufhin flieht. Wieder allein, bricht die sonst so kühle und disziplinierte Bankangestellte weinend zusammen. Becker wird tags darauf verhaftet. Als Clarissa Lutz wieder sieht, behandelt sie ihn mit eiseskalter Distanziertheit. Sie weiß nicht, ob Lutz an Beckers Betrugsversuch beteiligt gewesen war. Bornhoff wiederum ist sauer, dass Clarissa allen Ernstes ihm so ein Schurkenstück zutraut. Es ist Direktor Feerenbach, der die Zusammenhänge aufklärt und Clarissa klarmacht, dass Lutz rein gar nichts mit Beckers Machenschaften zu tun hatte. Clarissa ist zutiefst betrübt und entscheidet sich, Lutz aufzusuchen und sich bei ihm für ihren Verdacht gegen ihn zu entschuldigen. Beide versöhnen sich und machen Pläne für eine gemeinsame Zukunft.

## Produktionsnotizen
Die Dreharbeiten zu Clarissa begannen am 10. Februar 1941 und endeten Mitte April desselben Jahres. Die Uraufführung fand am 8. September 1941 in drei Berliner Lichtspielhäusern statt.
Carl Ludwig Kirmse entwarf die Filmbauten. Eugen Hrich kümmerte sich um den Ton, Rolf Eckbauer war einer von zwei Aufnahmeleitern.

## Wissenswertes
Zehn Jahre nachdem Regisseur Lamprecht den damals neunjährigen Hans Albrecht Löhr für die Rolle des "kleinen Dienstags" in seiner legendären Kästner-Erstverfilmung Emil und die Detektive erstmals vor eine Filmkamera geholt hatte, kehrte Löhr 1941 erneut, diesmal für die Nebenrolle eines Banklehrling, mit einer Lamprecht-Inszenierung auf die Leinwand zurück. Es sollte Löhrs letzter Filmauftritt werden; unmittelbar darauf wurde er zur Wehrmacht eingezogen und fiel im Sommer 1942 an der Ostfront, gerade 20 Jahre alt.

## Kritiken
Im Lexikon des Internationalen Films heißt es: „Psychologisch fundierte Liebesgeschichte mit realistischerer Schilderung der Arbeitswelt als gemeinhin in den NS-Produktionen üblich.“
“Clarissa (1941), das ist die distinguierte Aristokratin, gespielt von Sybille Schmitz, und die Frage, was sie mit dem zupackenden Kameradentyp jener Zeit zusammenführt, wie also das Preußisch-Traditionelle sich in die völkische Nazi-Modernisierung fügt.”